# Shihachi Fujimoto
Shihachi Fujimoto (藤本 四八, Fujimoto Shihachi, 1911-2006) est un photographe japonais.
Les œuvres de Fujimoto sont conservées dans la collection permanente du musée métropolitain de photographie de Tokyo.
L'Iida City Museum organise un concours photographique, le « Fujimoto Shihachi Shashin Bunka-shō » (藤本四八写真文化賞), en son honneur.